# Карамбула, Адриан
Адриан Игнасио Карамбула Раурич (итал. Adrian Ignacio Carambula Raurich) — итальянский пляжный волейболист уругвайского происхождения. Выступал в паре с Алексом Раньери (с 2015 по 2018 год). С 2019 года выступает в паре с Энрико Росси.
Победитель пяти этапов Мирового тура. Участник Олимпийских игр 2016, 2020 и 2024 годов.
В мировом волейболе известен под прозвищем Mr Skyball за счёт своего особенного стиля подачи: он запускает мяч ввысь на пару десятков метров, одновременно подкручивая его.